# 1114년

## 연호
- 북송(北宋) 정화(政和) 4년
- 요(遼) 천경(天慶) 4년
- 일본(日本) 에이큐(永久) 2년
- 서하(西夏) 옹녕(雍寧) 원년
- 리 왕조(李朝) 호이뜨엉다이카인(會祥大慶) 5년

## 기년
- 북송(北宋) 휘종(徽宗) 14년
- 요(遼) 천조제(天祚帝) 14년
- 고려(高麗) 예종(睿宗) 9년
- 서하(西夏) 숭종(崇宗) 29년
- 리 왕조(李朝) 인종(仁宗) 43년